# CS-TBS
株式会社CS-TBS（シーエスティービーエス、英: CS-TBS, Incorporated）は、TBS系列の衛星基幹放送事業者。スカパー!（東経110度CS放送）をプラットフォームとしている。本社はTBS放送センター16階。

## 沿革
- 2001年4月 - 株式会社シー・ティ・ビー・エス（C-TBS）設立。
- 2002年7月 - スカイパーフェクTV!2で放送開始。
- 2020年4月1日 - 社名を株式会社CS-TBSに変更、[2]TBSのグループ会社で用いる新CIを導入により、コーポレートロゴを一新。

## チャンネル

### 放送中
ND2chに12スロット、ND22chに36スロット、合計：48スロット（2020年4月1日時点）。
太字はハイビジョン放送チャンネル。
| チャンネル | 名称                                        | 供給事業者    | 物理チャンネル                    | 備考                                                                                           |
| ---------- | ------------------------------------------- | ------------- | --------------------------------- | ---------------------------------------------------------------------------------------------- |
| Ch.161     | QVC（キューヴィーシー）                     | QVCサテライト | CS2ネットワーク ND22ch 12スロット | 無料放送。 2018年9月26日、ハイビジョン放送開始。 スカパー!におけるテスト受信チャンネル。       |
| Ch.296     | TBSチャンネル1 最新ドラマ・音楽・映画       | TBSテレビ     | CS1ネットワーク ND2ch 12スロット  | 旧：TBSチャンネル→TBSチャンネルHD。 2012年7月1日、ハイビジョン放送開始。                       |
| Ch.297     | TBSチャンネル2 名作ドラマ・スポーツ・アニメ | TBSテレビ     | CS2ネットワーク ND22ch 12スロット | 2018年9月26日、ハイビジョン放送開始。 2012年10月1日開局（2012年9月28日よりサービス放送開始）。 |
| Ch.351     | TBS NEWS                                    | TBSテレビ     | CS2ネットワーク ND22ch 12スロット | 旧：TBSニュースバード 2018年9月26日、ハイビジョン放送開始                                      |

### 放送終了
- Ch.160 C-TBSウェルカムチャンネル
- Ch.168・169 たまごとじ（データ放送）
- Ch.185 プライム365.TV
  - 番組内容が競合し、先に放送を開始した「QVC」への配慮からか、「ウェルカムチャンネル」およびC-TBSの公式HPでは「プライム365.TV」は一切除外されていた。
- Ch.293 ファミリー劇場
  - 2012年7月1日より、株式会社ファミリー劇場の単独運営 → 東北新社メディアサービスに移行、同チャンネルにてハイビジョン放送中。
- Ch.304 ディズニー・チャンネル
  - 2012年3月より、ブロードキャスト・サテライト・ディズニー株式会社のBSデジタル放送へ移行、2021年6月1日からは、BSデジタル放送の物理チャンネル BS-3ch→BS-23chに移動。同時に6スロット→12スロットになりハイビジョン化。Ch.BS256にて放送中。
- Ch.325 MUSIC ON! TV（エムオン!）
  - 2012年9月1日、株式会社エムオン・エンタテインメントの単独運営に移行、同チャンネルにてハイビジョン放送中。
- Ch.330 キッズステーション
  - 「株式会社キッズステーション」の単独運営に移行、Ch.335 → 330にて「キッズステーション テレビアニメ・劇場版・OVA」としてハイビジョン放送中。
- Ch.500 横浜ベイスターズチャンネル（データ放送）
- Ch.501・511・512 ム・ーハ（データ放送）

### 備考
- マツモトキヨシの『ジャスト・アイ インフォメーション』はTBSと提携していたが、放送は当社ではなくテレビ朝日系列のシーエス・ワンテンが実施していた。

## C-TBSウェルカムチャンネル
プライム365.TVを除く上記のチャンネルとBS-TBSへのポータルチャンネルである。テレビ画面とデータ放送による放送でチャンネルを合わせると同時にデータ放送が自動的に起動した。旧来のBSアンテナやアンテナケーブルでは周波数が高い東経110度CS放送が受信できないことから、その中でも特に周波数が高く（全体で2番目に高い）、かつ送信出力が弱く設定されているため、スカパーJSATではスカパー!e2（現・スカパー!）への加入申込みにあたっての受信テストで、本チャンネルを指定していた（2012年3月以降はCh.161「QVC」を指定）。2012年3月31日をもって放送を終了した。
2002年7月の開局時から2003年3月まではウェルカムチャンネル独自の番組もあったが、2003年4月からは番組名は24時間「C-TBSウェルカムチャンネル」でテレビ画面はQVCをそのまま流していた（総務省の東経110度CS放送のテレビ番組のチャンネル配列図によると、ウェルカムチャンネルが記入されていないことから、実際にはQVCにデータ放送を付加したものと思われる）。かつて放映されていた主なオリジナル番組は次の通り。
- 橋田さん家のティータイム
橋田壽賀子がホストを務めた番組で、2003年4月以降引き続きTBSチャンネルで放送された（現在は終了）。
- コサキンDEワァオ!
- ヤンマガ伝説キャイ〜ンDAあ゛〜ん
いずれもTBSラジオで放送されていた人気番組で、収録しているラジオのスタジオに、数台の小型カメラを設置して撮影。ラジオ番組内で放送された楽曲など、著作権などの権利上の処理が難しい箇所を除いて、出来る限りそのままテレビ放映されていた。